# Новинка (Кіриський район)
Новинка (рос. Новинка) — присілок у Кіриському районі Ленінградської області Російської Федерації.
Населення становить 6 осіб. Належить до муніципального утворення Пчевське сільське поселення.

## Історія
Згідно із законом від 1 вересня 2004 року № 49-оз органом  місцевого самоврядування є Пчевське сільське поселення.

## Населення
| 1838 | 1862 | 1928 | 1965 | 1997 | 2002 | 2007 |
| ---- | ---- | ---- | ---- | ---- | ---- | ---- |
| 97   | ↗118 | ↗155 | ↘35  | ↘11  | ↘6   | →6   |
| 2010 | 2017 |      |      |      |      |      |
| ↗13  | ↘6   |      |      |      |      |      |